# Sjöviks folkhögskola
För andra betydelser, se Sjövik (olika betydelser).
Sjöviks folkhögskola ligger i södra Dalarna en mil utanför Avesta.
Sjövik folkhögskola erbjuder utbildningar där deltagarna både kan läsa in gymnasiet och grundskolan. Det finns kursutbud för att utveckla specialintresse i musik, textil, friluftsliv eller hantverk, som att bli yrkesverksam timrare, och kurser för ungdomar med funktionsnedsättning.
Cirka 180 deltagare studerar vid skolan, varav drygt hundra bor på internatet. Sjöviks internat består av ett nittiotal rum. Sjövik omfattar ett tjugotal byggnader där de olika internatbyggnaderna omger skolbyggnaderna. På fritiden kan deltagarna delta i konserter, innebandy-turnering, färg & form, filmkvällar, schlagerfestival, timmerstugekvällar, andakter, motion och mycket mer.
Sjöviks folkhögskola drivs av en stiftelse vars huvudman är Equmeniakyrkan och styrelsen består av representanter för Equmeniakyrkan, Equmenia, Sjöviks Kamratförbund, Region Dalarna, Västerås stift, Avesta kommun, Sjöviks personal och Sjöviks elevkår.
2024 var deltagare från musiklinjen i SVTs luciafirande. Inspelningen tog plats på Sätra brunn då Sala firade 400 år.